# Santamartamys rufodorsalis
Chuột cây đầu đỏ hay chuột gai lông mềm đầu đỏ (danh pháp hai phần: Santamartamys rufodorsalis) là một loài động vật gặm nhấm thuộc chi đơn loài Santamartamys trong họ Echimyidae. Ban đầu nó được mô tả là Isothrix rufodorsalis vào năm 1899, sau đó đã được đặt trong chi Diplomys vào năm 1935. Phân họ Echimyinae (bao gồm loài này) đã được xem xét lại vào năm 2005, và do đó nó được đặt trong chi đơn loài Santamartamys. Loài chuột cây có bờm lông xung quanh cổ màu đỏ. Nó chỉ được biết đến từ ba tiêu bản, một mẫu vật thu thập năm 1898 từ Sierra Nevada de Santa Marta và nhận diện bởi Herbert Huntingdon Smith, một mẫu vật khác được nhà điểu học và côn trùng học người Mỹ Melbourne Armstrong Carriker nhận diện năm 1913 ở cùng khu vực, mẫu vật còn lại cũng được thu thập tại đó năm 2011. Chúng sống ở nơi có độ cao 700 tới 2,000 mét, loài này đặc hữu Colombia và sống ở một khu vực bị cô lập.

## Phát hiện
Ngày 24 tháng 12 năm 1898, Herbert Huntingdon Smith nhận diện mẫu vật Santamartamys đầu tiên tại Ocana, Santa Marta, Magdalena, Colombia. Mẫu vật có giới tính không xác định được, và tất cả mẫu vật của Smith đều được tìm thấy ở thợ săn địa phương, vì vậy không có thông tin chi tiết nơi con vật được phát hiện. Mẫu vật thứ hai, cũng giới tính không xác định, phát hiện khoảng năm 1913 ở Sierra Nevada de Santa Marta bởi Carriker, nhưng cũng không có nhiều thông tin về nơi hay thời điểm phát hiện.
Ngày 4 tháng 5 năm 2011, hai tình nguyện viên từ Fundación ProAves nhận diện một mẫu vật non ở khu dự trữ thiên nhiên El Dorado, Sierra Nevada de Santa Marta. Tại 1.958 m (6.424 ft) trên mặt nước biển, con vật được phát hiện ở năm người tại 11°06′2,93″B 74°04′19,36″T / 11,1°B 74,06667°T.

## Hành vi, phân bố và môi trường sống
Santamartamys là động vật đêm, chế độ ăn của nó không rõ, nhưng nó được cho là ăn thực vật như trái cây và hạt, giống có loài tương tự trong họ Echimyidae. Nó có thể dễ dàng leo trèo trên mặt gỗ nằm thẳng đứng. Mẫu vật quan sát năm 2011 không tạo ra âm thanh. Nó đặc hữu Colombia, và chỉ được tìm thấy ở Sierra Nevada de Santa Marta tại độ cao 700 đến 2.000 m (2.300 đến 6.600 ft). Do môi trường cô lập và đặc trưng địa lý và điều kiện khí hậu, vùng núi này này có đa dạng sinh họ và số loài đặc hữu lớn. Môi trường sống của Santamartamys đang suy thoái.

## Từ nguyên
Tên gọi chi này đặt theo nơi phát hiện cũng là nơi có nguồn gốc của các mẫu vật đã biết, là Sierra Nevada de Santa Marta ở Colombia.